# دون كارمان
دون كارمان (بالإنجليزية: Don Carman)‏ هو لاعب كرة قاعدة أمريكي، ولد في 14 أغسطس 1959 في أوكلاهوما سيتي في الولايات المتحدة.

## وصلات خارجية
- دون كارمان على موقع دوري كرة القاعدة الرئيسي (الإنجليزية)
- دون كارمان على موقعبيزبول رفرنس.كوم (الدوري الرئيسي) (الإنجليزية)
- دون كارمان على موقعبيزبول رفرنس.كوم (الدوري الثانوي) (الإنجليزية)
- دون كارمان على موقع إي إس بي إن.كوم (أم.أل.بي) (الإنجليزية)
- دون كارمان على موقع مشجعي الرسوم البيانية (الإنجليزية)